# Chigatihalli, Hassan
Chigatihalli là một làng thuộc tehsil Hassan, huyện Hassan, bang Karnataka, Ấn Độ.